# Elsa Schiaparelli
Pour les articles homonymes, voir Schiaparelli.
Elsa Schiaparelli, née le 10 septembre 1890 à Rome et morte le 13 novembre 1973 à Paris, est une créatrice de mode issue de l'aristocratie italienne. Elle a créé l'entreprise Schiaparelli, qu'elle a dirigée des années 1930 aux années 1950. Volontairement provocatrice et considérée avant-gardiste, elle est célèbre pour l'utilisation du surréalisme dans son œuvre, les couleurs criardes comme son Rose shocking, ainsi que l'usage non conventionnel et excentrique du vêtement. Ses collections utilisent de manière récurrente des motifs comme l'anatomie humaine, les insectes, le spectacle, les trompe-l'œil.
En 1954, Elsa Schiaparelli publie chez J.M. Dent & Sons Ltd une autobiographie, Shocking Life, où elle relate les grands événements de sa vie à la première et la troisième personne,.

## Biographie

### Enfance
Elsa Schiaparelli naît à Rome, au palais Corsini dans une famille d'universitaires. Son père, Celestino Schiaparelli, est orientaliste ; son oncle, Giovanni Schiaparelli, est astronome et l'un des promoteurs de la théorie des canaux martiens, qui fut le premier à cartographier cette planète. Sa mère est une descendante des Médicis.
Elsa étudie la philosophie dans son jeune temps, et elle écrit des poèmes érotiques qui ne plaisent pas à sa famille. Elle est donc envoyée au couvent, où elle entreprend une grève de la faim. 

### Londres, New York, Paris
Elle part ensuite pour Londres au début des années 1910, où elle épouse Wilhelm de Wendt de Kerlor, un théosophe rencontré dans la capitale britannique en 1912. Par la suite, elle suit son mari aux États-Unis. Ils ont une fille atteinte de poliomyélite, Maria Luisa Yvonne Radha, qui leur donnera deux petites-filles, Marisa Berenson, mannequin et actrice, ainsi que Berry Berenson (épouse d'Anthony Perkins), photographe et actrice.
Mari volage, le comte Wilhelm quitte toutefois Elsa pour la danseuse Isadora Duncan. La future créatrice, désargentée, part alors vivre à Paris, où elle se lie d'amitié avec les dadaïstes et parcourt les marchés aux puces pour y faire des trouvailles qu'elle revend à des antiquaires. Même si elle ne sait pas coudre, elle se découvre un goût pour la mode après une visite chez Paul Poiret.

### Ses débuts en tant que couturière
C'est en 1927 qu'elle débute, dans son appartement de la rue de l'Université. Elle y crée des pulls avec de grands nœuds en trompe-l'œil qui sont un succès et à propos desquels Vogue n'hésite pas à parler de « chefs-d'œuvre », mais également des sweaters ornés de motifs africains, de serpents ou de cœurs.
C’est Madame Hartley, une amie de Blanche Hays avec qui Elsa faisait du ski, qui a investi la première dans le talent d'Elsa Schiaparelli en faisant d'elle la styliste de sa maison de couture Lambal, située au croisement de la rue Saint-Honoré et de la rue du 29 juillet,.
Par la suite, elle ouvre à Paris son premier magasin, Pour le Sport, au 4, rue de la Paix ; elle étend sa collection pour bientôt habiller les femmes des pieds à la tête. Quelques années plus tard, elle s'installe 21, place Vendôme, dans les locaux que vient de quitter la couturière Chéruit. L'hôtel de Fontpertuis, dans lequel elle s'installe compte alors cinq étages et 98 pièces. 500 employées vont pouvoir venir y travailler. En quelque temps, elle fait parler d'elle, multipliant les inventions et coups d'éclat et s'affiche parfois avec des déguisements surprenants.
Toujours désireuse d'innover et de surprendre, elle collabore, au cours des années 1930, avec des artistes surréalistes, dont Salvador Dalí, qui crée, pour une de ses robes du soir en organdi portée par Wallis Simpson, un tissu orné d'un homard, ainsi qu'avec Jean Cocteau ou Alberto Giacometti, en plus de Jean-Michel Frank dont elle financera en partie la boutique parisienne. Ces deux derniers participent d'ailleurs à la décoration de la maison de couture. Ces artistes créaient pour elle des motifs, des objets, des décors, des accessoires. Elle comptait parmi ses clientes Arletty, Wallis Simpson, Marlène Dietrich, Greta Garbo, Lauren Bacall et Amelia Earhart.

### Les États-Unis, le retour à Paris
Le 20 juillet 1940, alors que le gouvernement français s'est déplacé à Vichy, Elsa Schiaparelli arrive aux États-Unis pour honorer une tournée de conférences intitulée « Clothes Make The Woman » à travers le pays. Elle y reste pendant toute la durée de la guerre. 
Après la guerre, Elsa Schiaparelli ne remporte pas de succès commercial et ferme la partie couture de sa maison. Elle crée une société en 1957 pour continuer à vendre ses parfums et en fait la promotion jusqu'à la fin de sa vie. 
Elle est inhumée au cimetière de Frucourt, petit village du département de la Somme, où elle était amie avec le propriétaire du château et ancien maire du village Philippe de Forceville.

## La grande créatrice

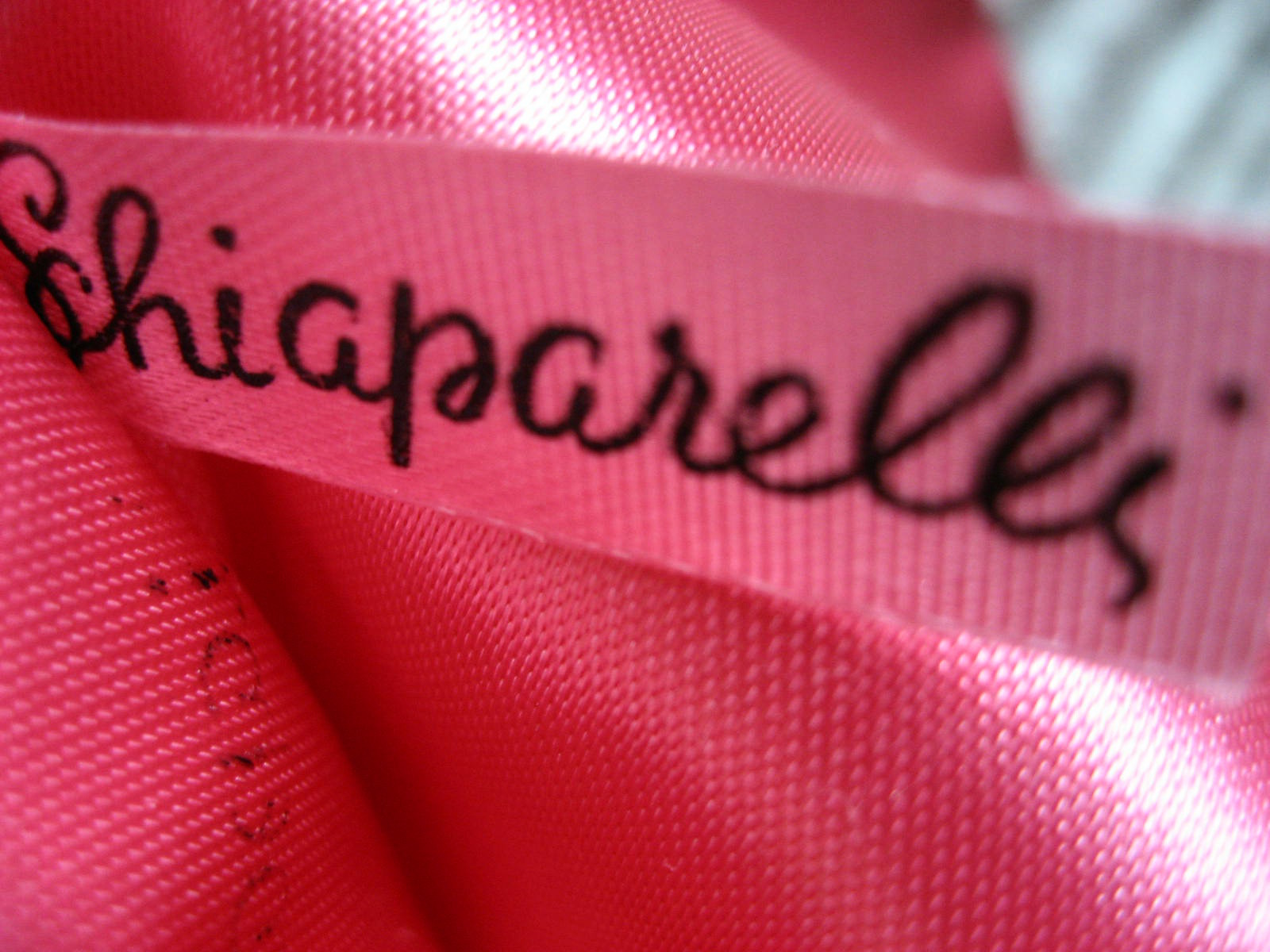
Le fameux Rose shocking, devenu sa signature.

Elsa Schiaparelli introduit dans l'esthétique vestimentaire de l'époque une dimension artistique, assumant l'excentricité, qui met la dimension fonctionnelle du vêtement en second plan. « C'est une créatrice de concept ». Elle pratique des détournements de fonctions, notamment en transformant un escarpin en chapeau ou des gants avec des ongles,. À propos des fermetures éclair, qu'elle utilisait de façon très « arbitraire », Jean-Paul Gaultier notait qu'« elle fut la première à placer le zip comme élément décoratif… comme une broderie ». Toujours pleine d'inventivité, elle introduisit la jupe-culotte dans la garde-robe féminine et le tweed pour le soir. Elle présentait également des silhouettes avec des épaules rembourrées, et n'hésitait pas à utiliser des tissus aux tons très vifs, comme un rose auquel elle se plaisait à donner le nom de Rose shocking.
Choquer ne déplaisait pas à Elsa Schiaparelli. En 1936, elle lançait le parfum Shocking dont le flacon conçu par Leonor Fini représente un torse de femme, moulé expliquait-elle, sur celui de Mae West, le sex-symbol hollywoodien de l'époque. Scandale ! Tous ses parfums auront un nom avec la lettre « S », tels « Snuff » parfum masculin au flacon en forme de pipe signé Fernand Guérycolas ou « Le Roi Soleil » au flacon en cristal de Baccarat dessiné par Salvador Dali. Seul « ZUT » créé en 1948 et dont le flacon représentait les jambes de Mistinguett avec guêpière à sa taille dérogera à la règle.
Chaque défilé qu'elle organise reste un spectacle surprenant où, au-delà de la mode, elle soigne l'éclairage, la musique ou la chorégraphie ; elle donne des noms à ceux-ci, comme « Stop, Look end Listen » le premier en date, « Païenne », « Comedia del Arte », « Paillons » ou « Astrologique » avec manteaux et robes du soir brodés de constellations,. Mais le plus marquant reste « Le Cirque » le 4 février 1938 avec sa collection « tumultueuse » aux motifs brodés de chevaux, d'éléphants ou d'acrobates, de bottes à poils de singe, de chapeaux de clowns, d'autres imitant un encrier géant. Kathleen Cannell (en) décrit un défilé « plein à craquer de têtes couronnées, d'hommes politiques, d'artistes, d'explorateurs, de star de cinéma, d'excentriques fortunés, de magnats de l'industrie, au milieu desquels les mannequins tentent de se frayer un chemin à travers les salons ». C'est un succès et dès la fin du show, les commandes sont nombreuses. Le défilé coïncide avec l'Exposition internationale du surréalisme aux Beaux-Arts.
La couturière réalisait également des costumes pour le cinéma, notamment pour les films Femmes ou Fifi peau de pêche. Elle habille également Arletty dans Hôtel du Nord ou Zsa Zsa Gabor pour Moulin-Rouge. En 1940, quand survient la guerre, elle s'exila aux États-Unis et confia sa maison de couture à l'un de ses collaborateurs. Celle-ci vivote durant les années de conflit. Elsa Schiaparelli revient en France après la Libération et reprend ses activités. Elle embauche un jeune modéliste, Hubert de Givenchy, futur grand couturier, et développe ses licences de fabrication. Mais en vain : la révolution du New look de Dior, qu'elle dit trouver « tarte », est passée par là et la renommée de la maison s'étiole peu à peu,. En 1954, d'insurmontables difficultés financières la contraignent à fermer sa maison de la place Vendôme. Elle part alors à New York. Après 1959, elle fait partie du Comité des réceptions de la Biennale de Paris. Elle meurt dans son sommeil le 13 novembre 1973 à Paris, après une vie pleine de « créativité ». Bien qu'oubliée ces dernières décennies, ses traits restent gravés dans les mémoires grâce aux portraits qu'ont fait d'elle Man Ray, Picasso ou Jean-Francis Laglenne.
« Elsa Schiaparelli, nous dit Gertrud Lehnert, est l'une des personnalités les plus brillantes de l'histoire de la haute couture. Elle conçoit la mode comme un art, intrinsèquement lié à l'évolution des beaux-arts, et notamment de la peinture ». Quand elle arriva à Paris, c’est vers les avant-gardes artistiques qu’elle se dirigea avant de se lancer, sans réelle formation, ce que certains lui reprocheront, dans la conception de vêtements. Elle ne cessa ensuite de fréquenter les surréalistes et elle se montrait parfois, dans ses créations, aussi provocatrice qu'eux tant ses créations n’étaient pas toujours très « faciles à porter » ni très « convenables ».

Schiaparelli
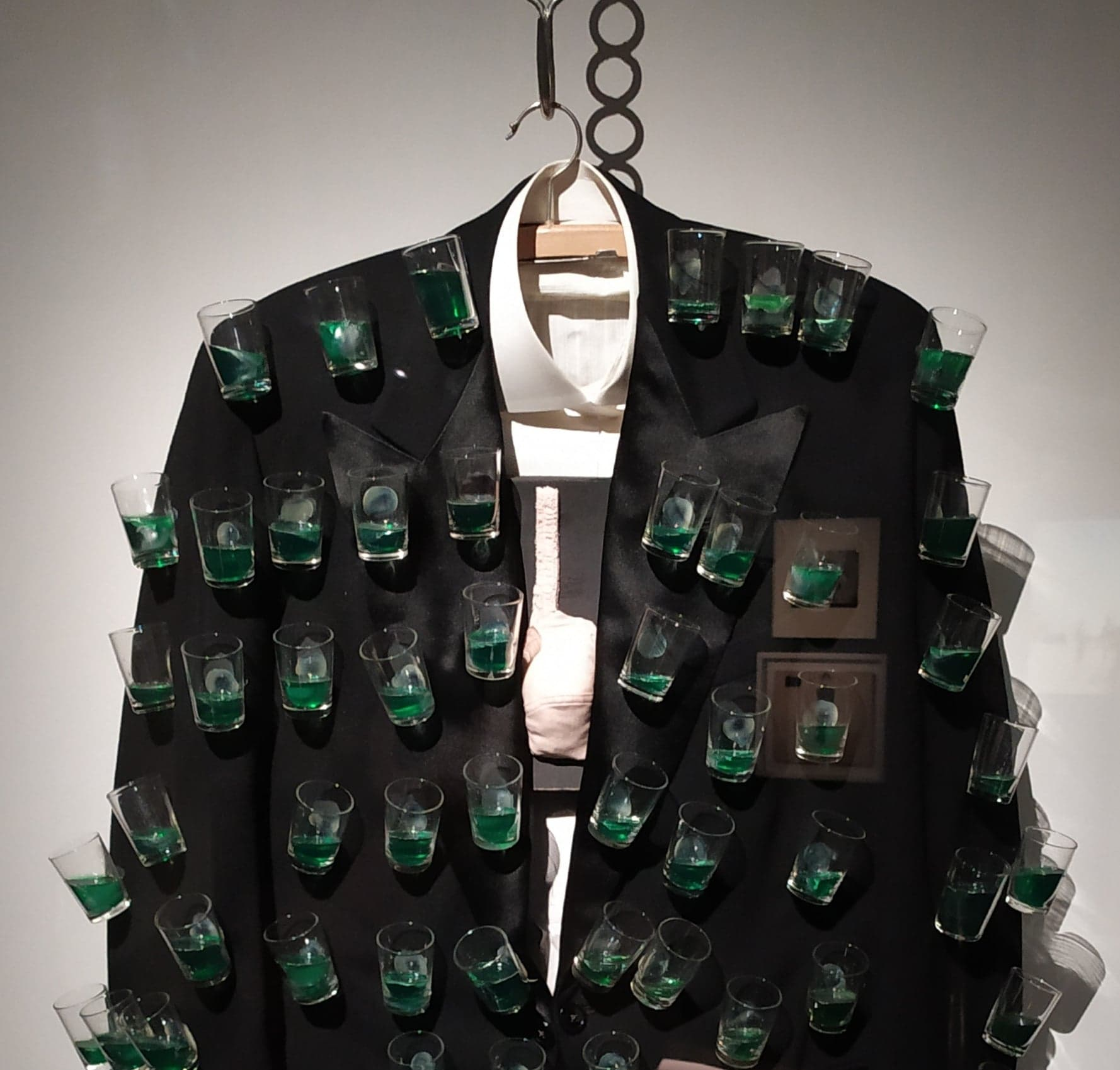
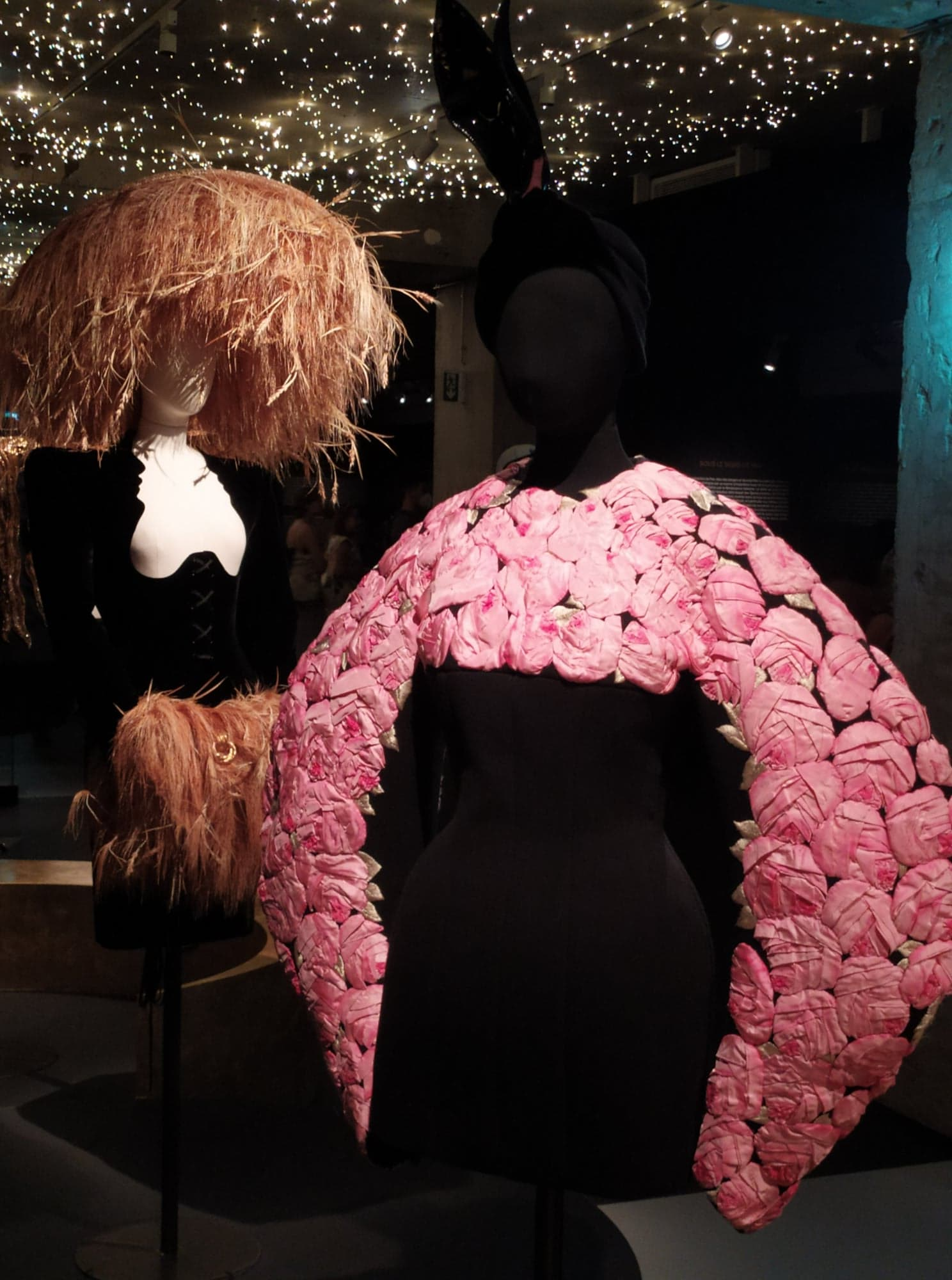
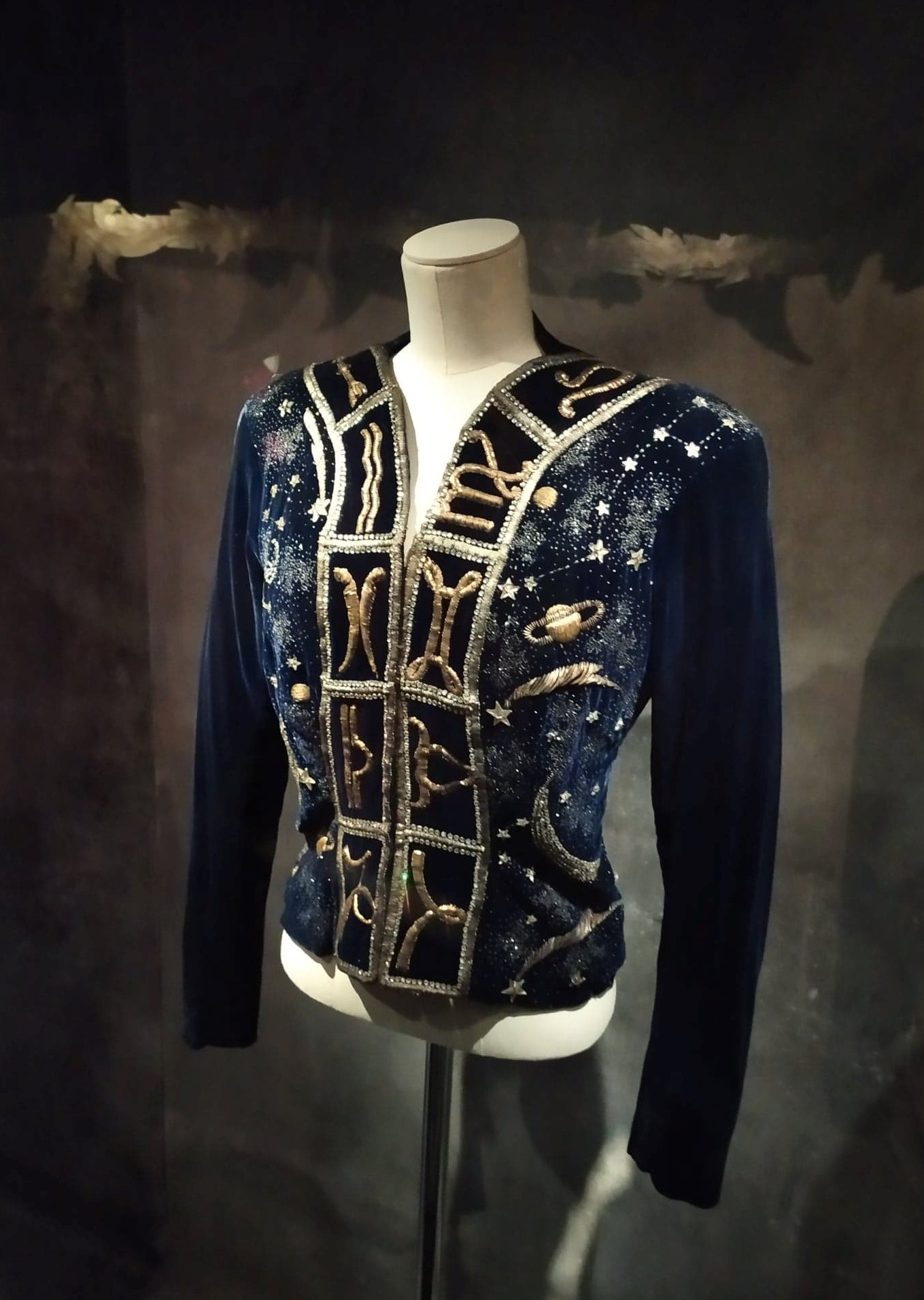
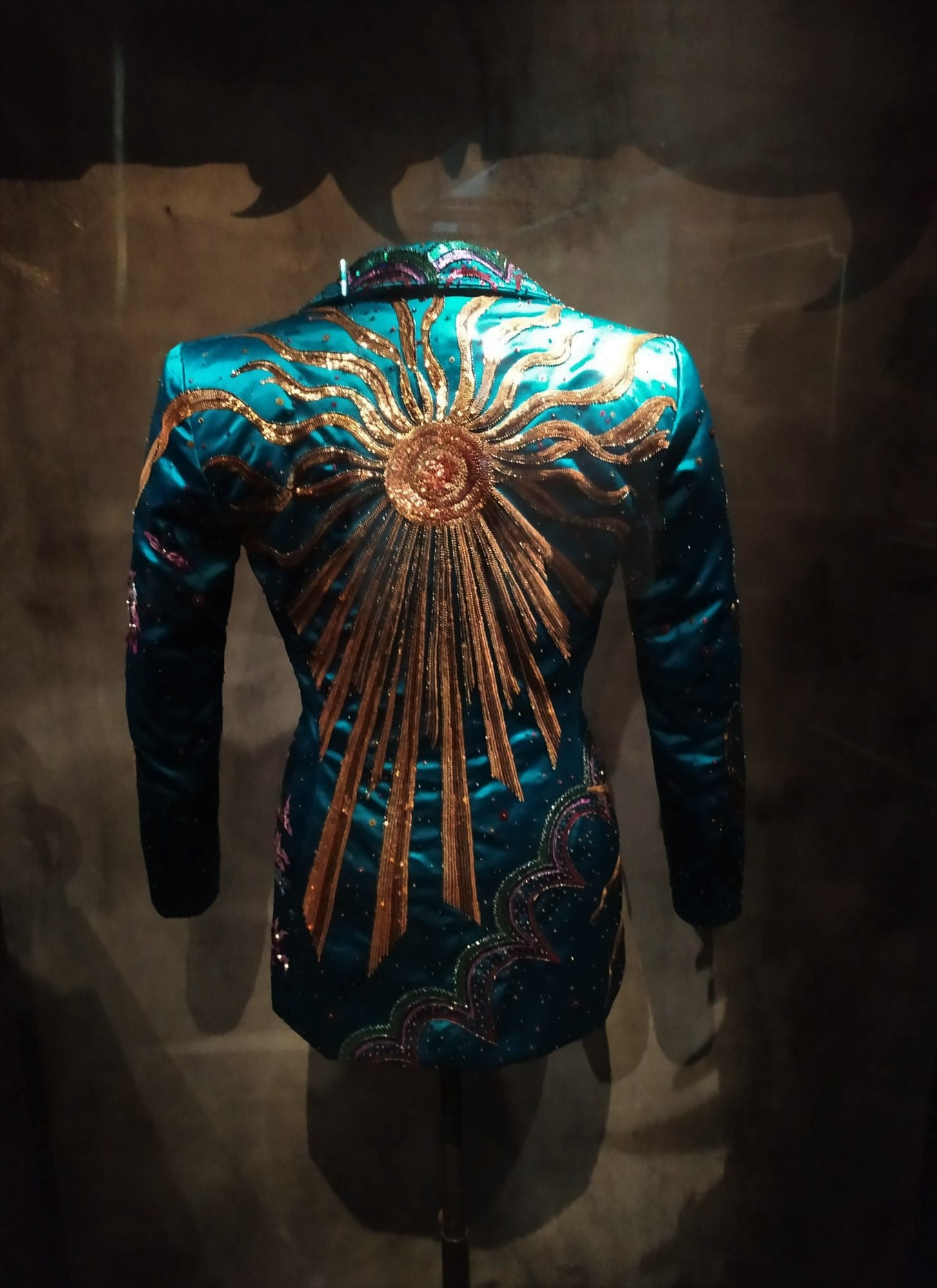
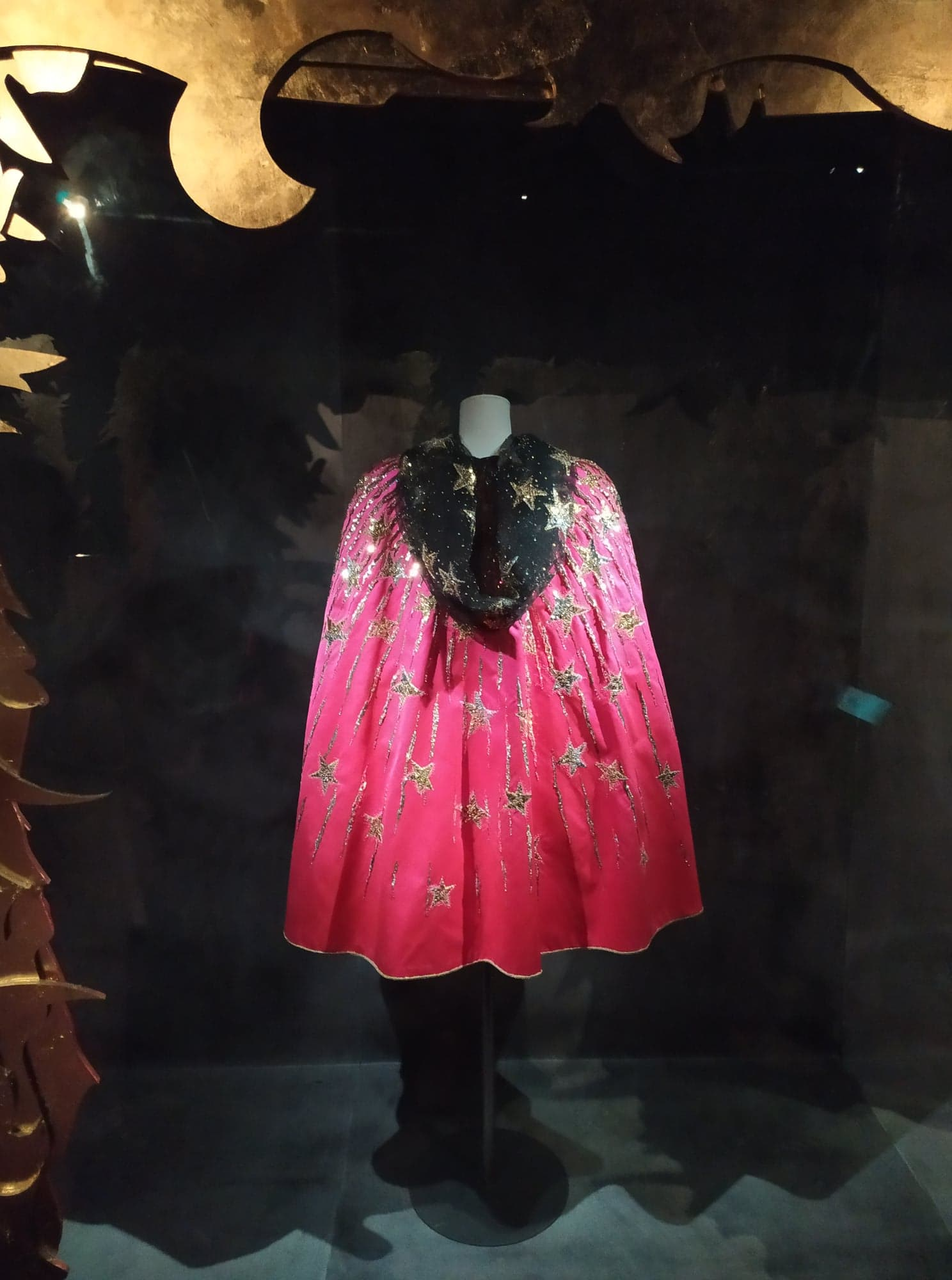
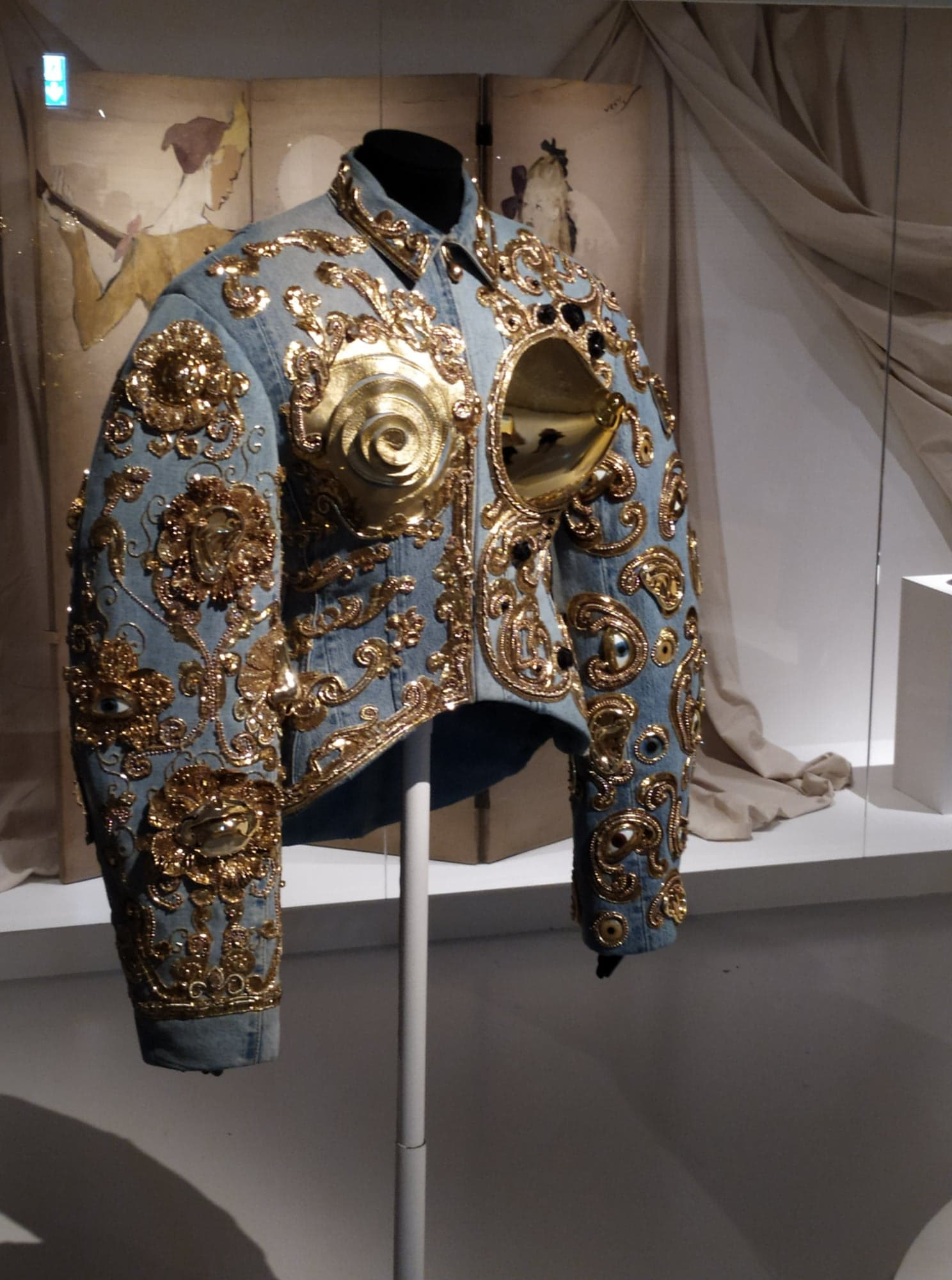
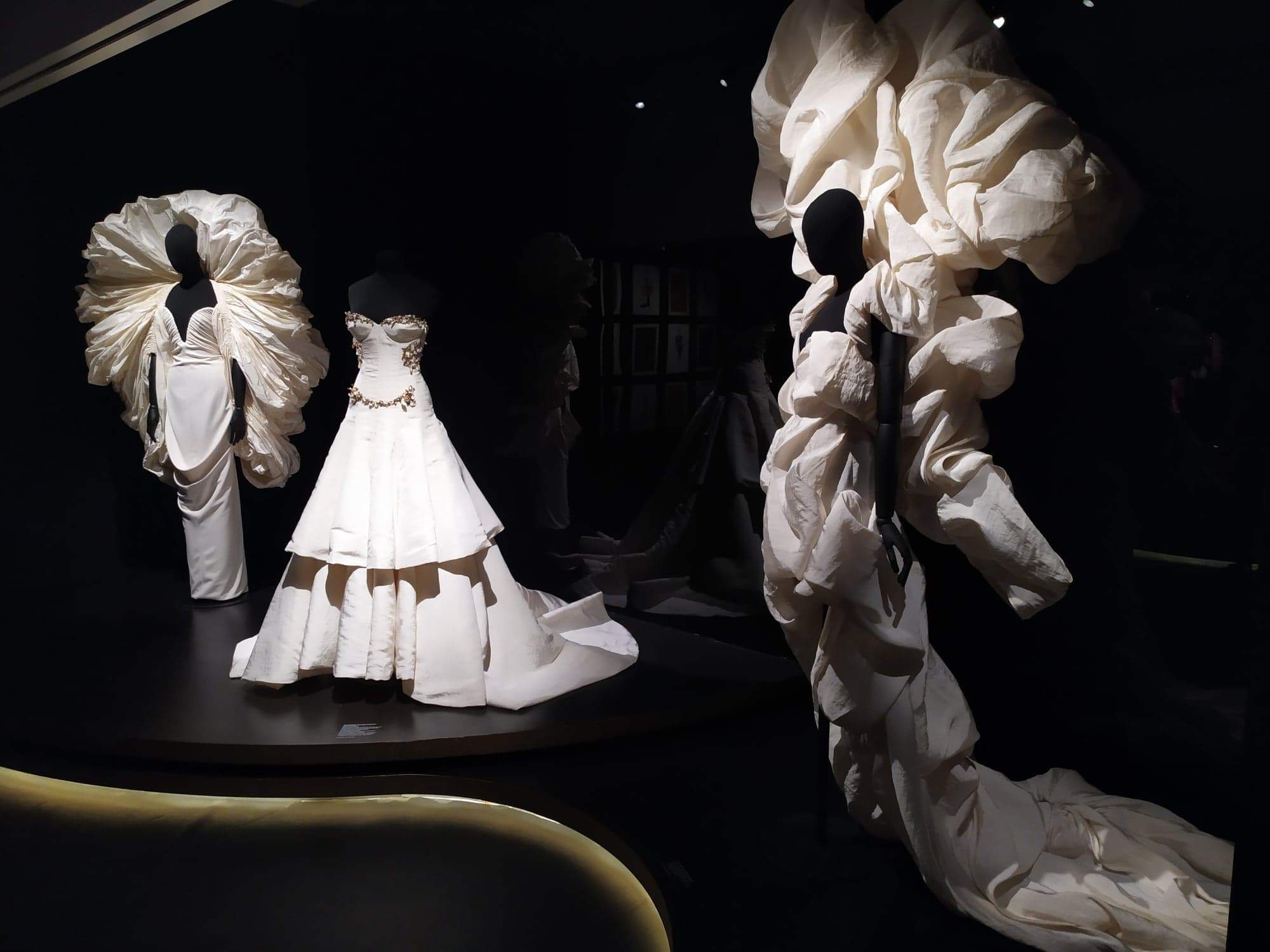
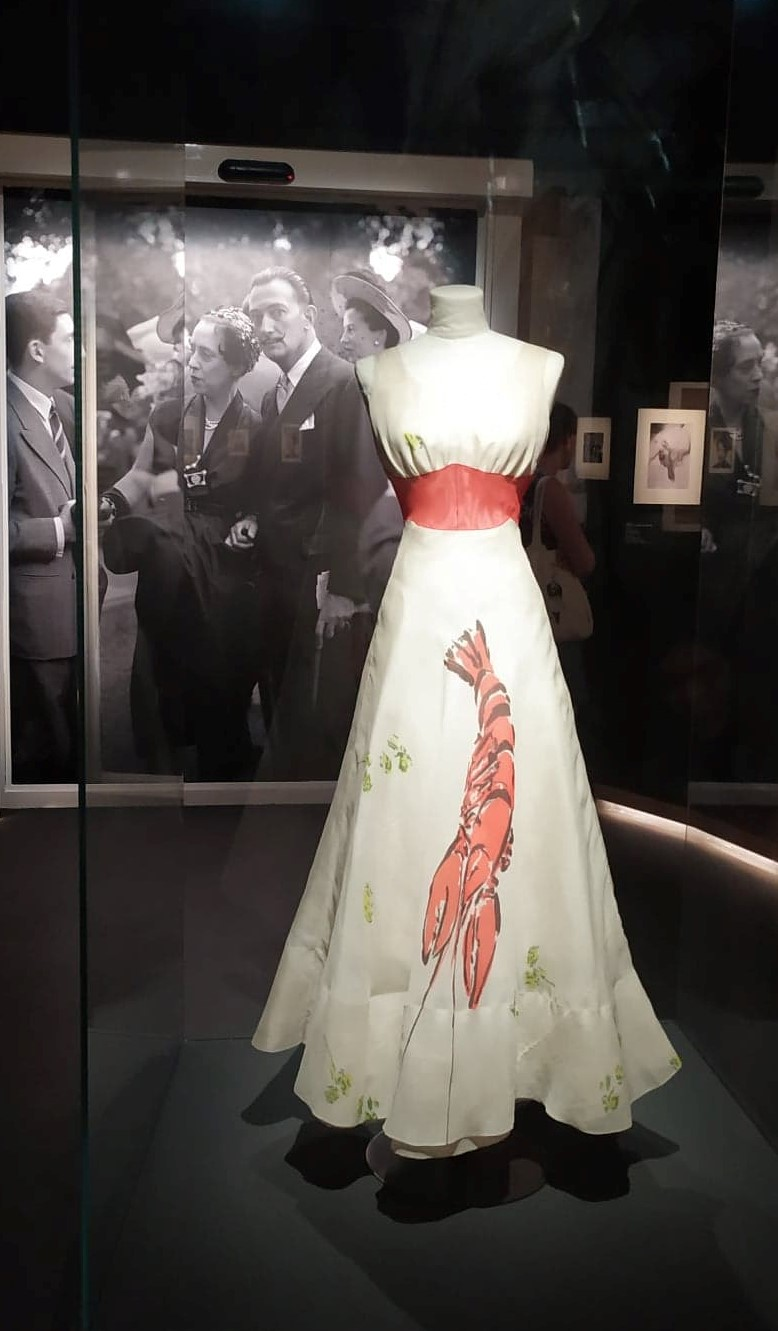
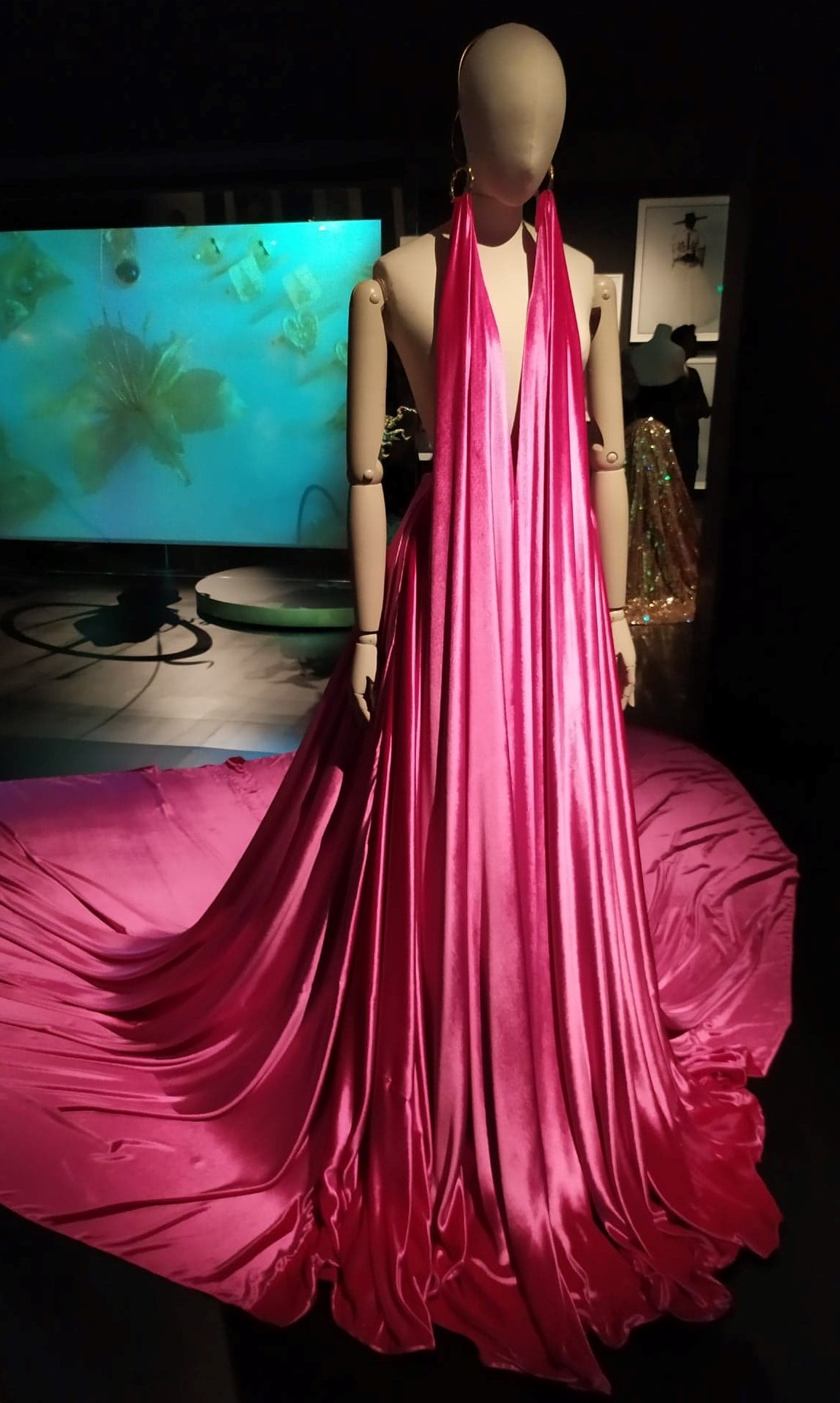
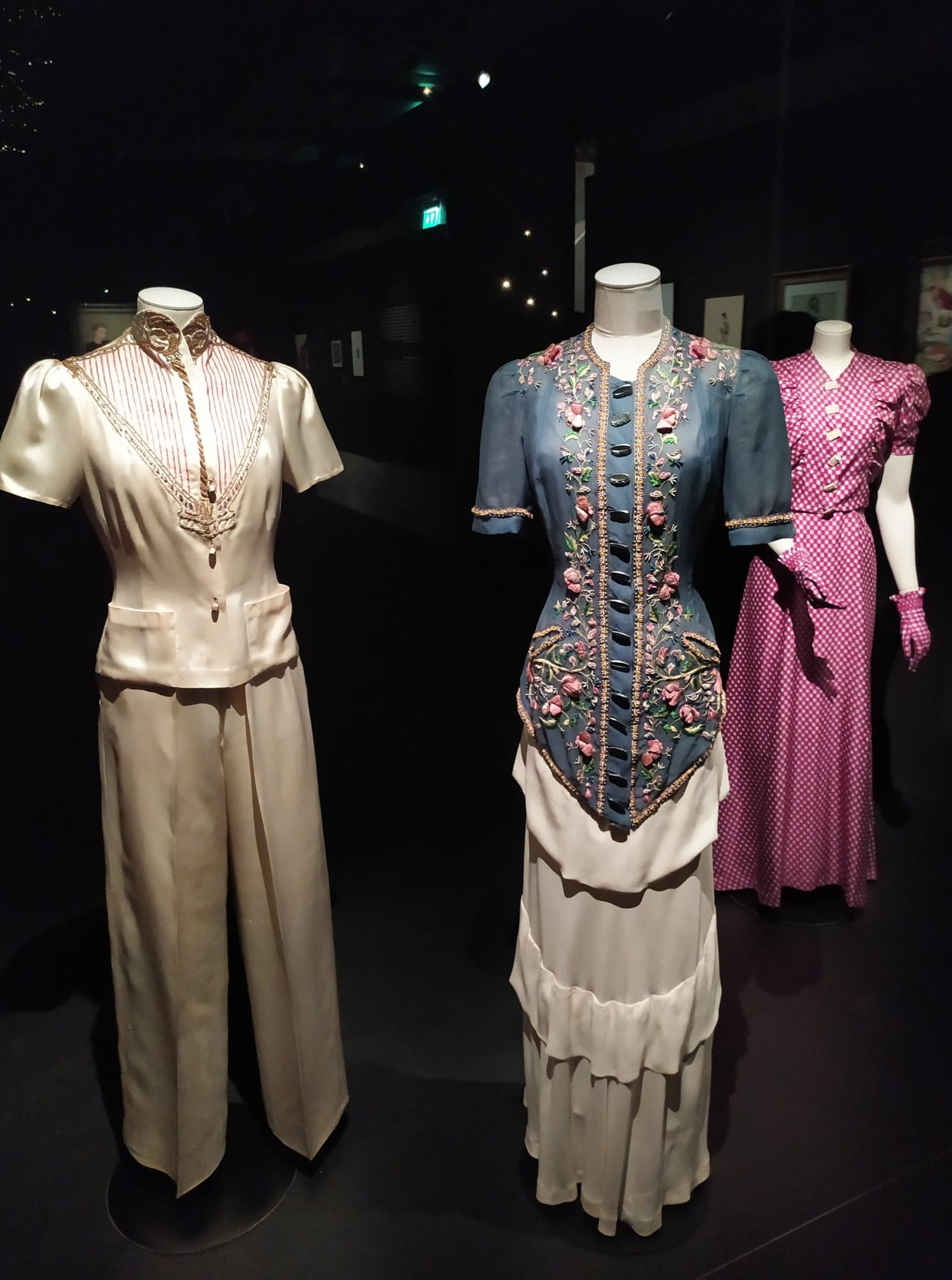
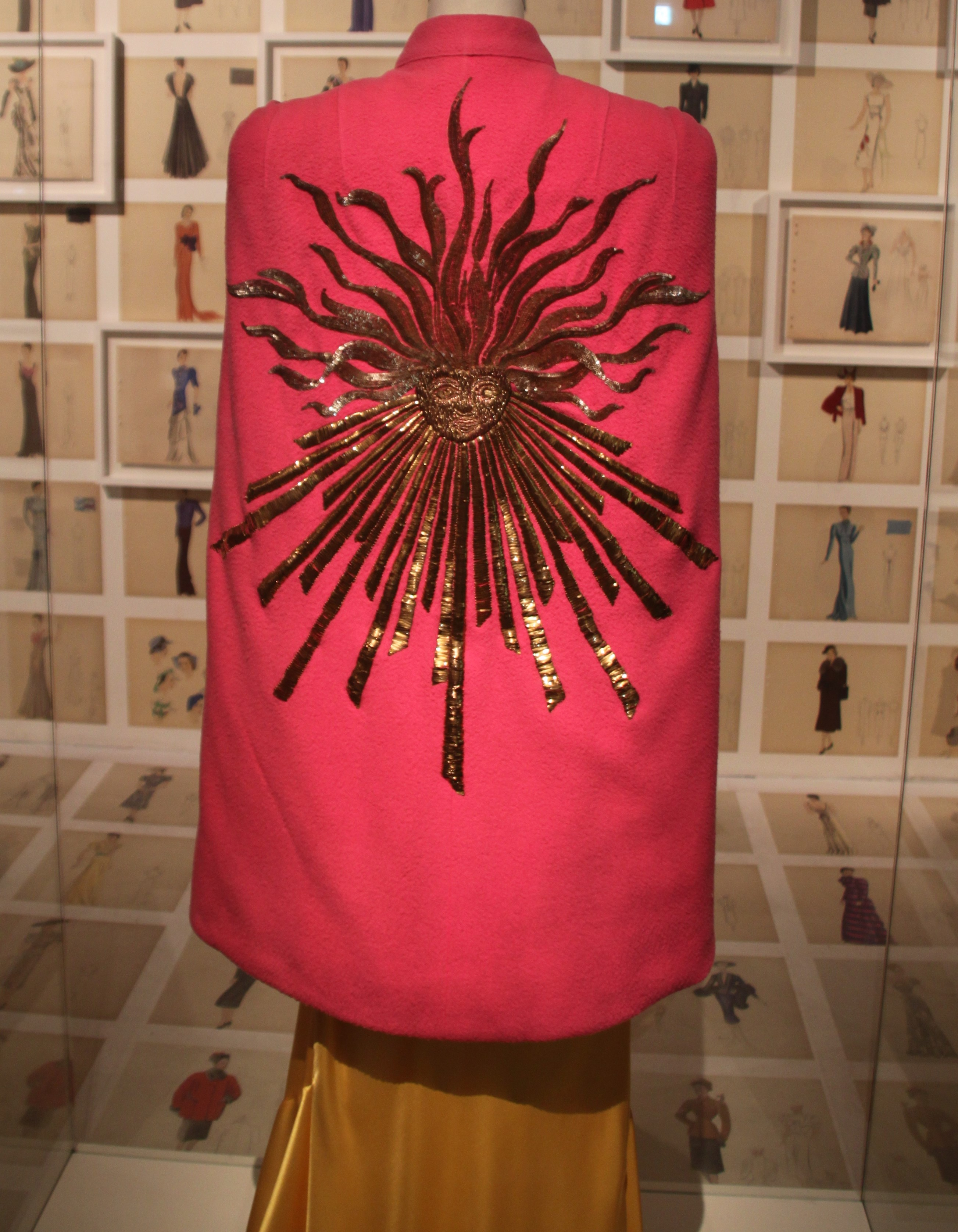

### Biographies
- Emma Baxter-Wright (trad. de l'anglais par Philippe Rollet), Le Petit Livre de Schiaparelli, Paris, Eyrolles, juin 2012, 160 p. (ISBN 978-2-212-13472-8)
- François Baudot, Elsa Schiaparelli, Éditeur Assouline, 1998,  (ISBN 978-2843230004)
- (en) Dilys Blum, Shocking, Yale University Press, 2003,  (ISBN 978-0300100662)
- Dilys E. Blum, Elsa Schiaparelli, catalogue de l'exposition présentée au musée des Arts décoratifs, Paris, Union centrale des arts décoratifs, 2004  (ISBN 2901422764)
- Yann Kerlau, Les Secrets de la mode, Paris, Éditions Perrin, février 2013, 438 p. (ISBN 978-2-262-03923-3, présentation en ligne), « L'invention de la publicité : Elsa Schiaparalli ».
- Meryle Secrest, Elsa Schiaparelli, 2014
- Marie-Sophie Carron de la Carrière (dir.), Shocking. Les mondes surréalistes d'Elsa Schiaparelli, catalogue de l'exposition présentée au musée des Arts décoratifs, Paris, Les Arts Décoratifs, 2022,  (ISBN 978-2383140009)

### Autobiographie
- Elsa Schiaparelli, Shocking Life, Londres, V & A Publications, 2007

### Documentaires
- Et Schiaparelli créa la mode, de Sabine Carbon Anna Piaggi[28].
- Shocking Schiaparelli, histoire d’une visionnaire de la mode, d'Élodie Chassaing et Damien Cabrespines[29].